# ويس أنسيلد
ويس أنسيلد (بالإنجليزية: Wes Unseld) مواليد 14 مارس 1946 في لويفيل، هو لاعب كرة سلة أمريكي سابق تحول إلى التدريب بعد الاعتزال بدأ مسيرته الاحترافية في سنة 1968. بلغ طوله 6 قدم 7 بوصة (2.0 م). اعتزل اللعب في 1981.

## فرق لعب لها
- واشنطن ويزاردز

## روابط خارجية
- ويس أنسيلد على موقع إن بي أي (الإنجليزية)
- ويس أنسيلد على موقع سبورتس رفرنس (الإنجليزية)
- ويس أنسيلد على موقع إي إس بي إن.كوم (الإنجليزية)
- ويس أنسيلد على موقع كلية كرة السلة في سبورتس رفرنس.كوم (الإنجليزية)
- ويس أنسيلد على موقع ريلجم (الإنجليزية)
- ويس أنسيلد على موقع بروبوليرز (الإنجليزية)
- ويس أنسيلد على موقع قاعة المشاهير الجامعة الوطنية لكرة السلة (الإنجليزية)
- ويس أنسيلد على موقع سبورتس رفرنس (الإنجليزية)